# Óscar Sevilla

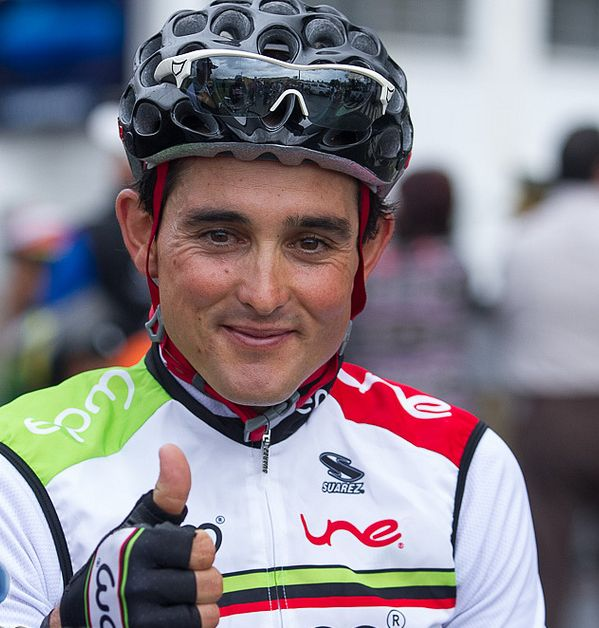

Óscar Sevilla Ribera (Ossa de Montiel, 29 de setembro de 1976), conhecido como el niño, é um ciclista profissional espanhol que disputa competições de ciclismo de estrada. É um escalador bem conceituado, tendo se classificado entre os dez primeiros na Volta da França e na Volta da Espanha por diversas vezes.